# District de Barcelonnette

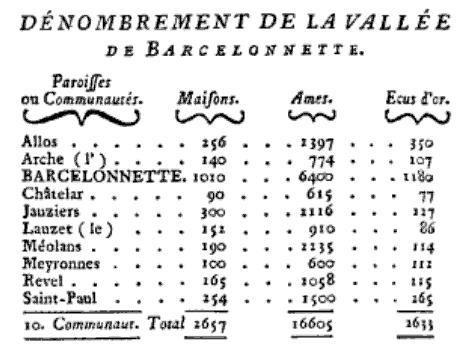
Dénombrement de la Vallée de Barcelonnette en 1763 (Paroisses ou Communauté, Maisons, Âmes, Écus d'or).

Le district de Barcelonnette était une division territoriale française du département des Basses-Alpes de 1790 à 1795.
Il était composé des cantons d'Allos, Barcelonnette, La Bréole, Jausiers, Larche, Méolans et Saint-Paul.